# 臣压君
臣壓君，一方將（帥）的逃生路線被己方的棋子（常是車、馬、炮、象）所堵塞，導致被敵方將死，稱為臣壓君殺法。
形成臣压君的情况包括两种，一种是将对方子力吸引或逼迫到将帅上方造成；另一种为将底线的将帅吸引或逼迫到对方子力下放造成。

## 案例
以臣压君1为案例，红车将了黑将，但是由于黑马的压制，无法上将逃避，黑方将的逃生路线为己方马所阻而被将死，构成臣压君。因此红方成功绝杀黑方取胜。以臣压君2为案例，红马将了黑将，但是由于黑马象二子压制，黑将无法逃避，黑方将的逃生路线为己方马象所阻而被将死，构成臣压君。因此红方成功绝杀黑方取胜。